# Edward L. Keenan
Edward L. Keenan (13 maja 1935 w Buffalo, zm. 6 marca 2015) – amerykański historyk badacz dziejów Rusi i Rosji nowożytnej. 

## Życiorys
W latach 1976–1977 dyrektor Harvard's Russian Research Center. W okresie 1981–1983, 1986-1987, 1993/94 był dyrektorem Center for Middle Eastern Studies Harvard University. Był też dyrektorem biblioteki Dumbarton Oaks. Zasłynął podważeniem autentyczności listów Iwana IV Groźnego do kniazia Andrzeja Kurbskiego w książce The Kurbskii-Groznyi Apocrypha. 
Keenan uznał, że korespondencja nie wyszła nigdy spod pióra obu przeciwników, lecz jest siedemnastowiecznym apokryfem powstałym
między 1623 a 1625. Krytycyzm Keenana nie ograniczył się  tylko do listów Kurbskiego i Groźnego, lecz objął także inne utwory kniazia i cara. Keenan stwierdził, że zdecydowana większość pism cara i wszystkie przypisywane Kurbskiemu są wątpliwego pochodzenia, a domniemani autorzy nie mogą być uważani za prawdziwych. Praca stała się obiektem gwałtownej dyskusji. W innej pracy Joseph Dobrovsky and the Origins of the "Igor Tale" zakwestionował autentyczność Słowa o wyprawie Igora. 

## Wybrane publikacje
- The Kurbskii-Groznyi Apocrypha: The Seventeenth-century Genesis of the 'Correspondence' Attributed to Prince A. M. Kurbskii and Tsar Ivan IV, Cambridge, Mass. 1973.
- Joseph Dobrovsky and the Origins of the "Igor Tale", Cambridge, Mass. 2003.
- Rosijski istoryczni mify, Kyiw 2001 (wybór prac w języku ukraińskim).